# Narzeczona dla księcia
Narzeczona dla księcia (ang. The Princess Bride) – amerykański film przygodowy z 1987 roku na podstawie powieści Narzeczona księcia Williama Goldmana. Pastisz kina fantasy.

## Obsada
- Cary Elwes jako Westley
- Mandy Patinkin jako Inigo Montoya
- Chris Sarandon jako książę Humperdinck
- Christopher Guest jako hrabia Tyrone Rugen
- Wallace Shawn jako Vizzini
- André the Giant jako Fezzik
- Fred Savage jako wnuk
- Robin Wright jako Buttercup
- Peter Falk jako dziadek, narrator
- Carol Kane jako Valerie
- Billy Crystal jako cudotwórca Max

## Fabuła
Do chorego wnuka przybywa dziadek. Czyta mu książkę, którą wcześniej czytał jemu ojciec. Jest to historia wielkiej miłości ubogiego, ale walecznego młodzieńca i pięknej dziewczyny. Ona zostaje narzeczoną księcia, ale ukochany żyje i walczy o nią. Jest też wątek pewnego młodzieńca szukającego mordercy swego ojca.

## Nagrody i nominacje
Oscary za rok 1987
- Najlepsza piosenka – Storybook Love – muz. i sł. Willy DeVille (nominacja)

Nagrody Saturn 1987
- Najlepszy film fantasy
- Najlepsze kostiumy – Phyllis Dalton
- Najlepszy scenariusz – William Goldman (nominacja)
- Najlepsza aktorka – Robin Wright (nominacja)

Film otrzymał nagrodę Hugo w kategorii najlepsza prezentacja dramatyczna w 1988 roku.

## Ścieżka dźwiękowa
Album z muzyką do filmu skomponował Mark Knopfler (lider zespołu Dire Straits). Knopfler został poproszony o napisane ścieżki dźwiękowej przez reżysera Roba Reinera który uważał, że tylko Knopfler będzie w stanie muzycznie uchwycić zabawną ale i romantyczną atmosferę filmu.
Lista utworów:
1. Once upon a Time...Storybook Love – 4:00
2. I Will Never Love Again – 3:04
3. Florin Dance – 1:32
4. Morning Ride – 1:36
5. The Friends' Song – 3:02
6. The Cliffs of Insanity – 3:18
7. The Swordfight – 2:43
8. Guide My Sword – 5:11
9. The Fire Swamp and the Rodents of Unusual Size – 4:47
10. Revenge – 3:51
11. A Happy Ending" – 1:52
12. Storybook Love – 4:24

Wszystkie utwory zostały skomponowane przez Knopflera z wyjątkiem ostatniej piosenki napisanej i zaśpiewanej przez Willy’ego DeVille’a